# Göttinger Künstlerlexikon

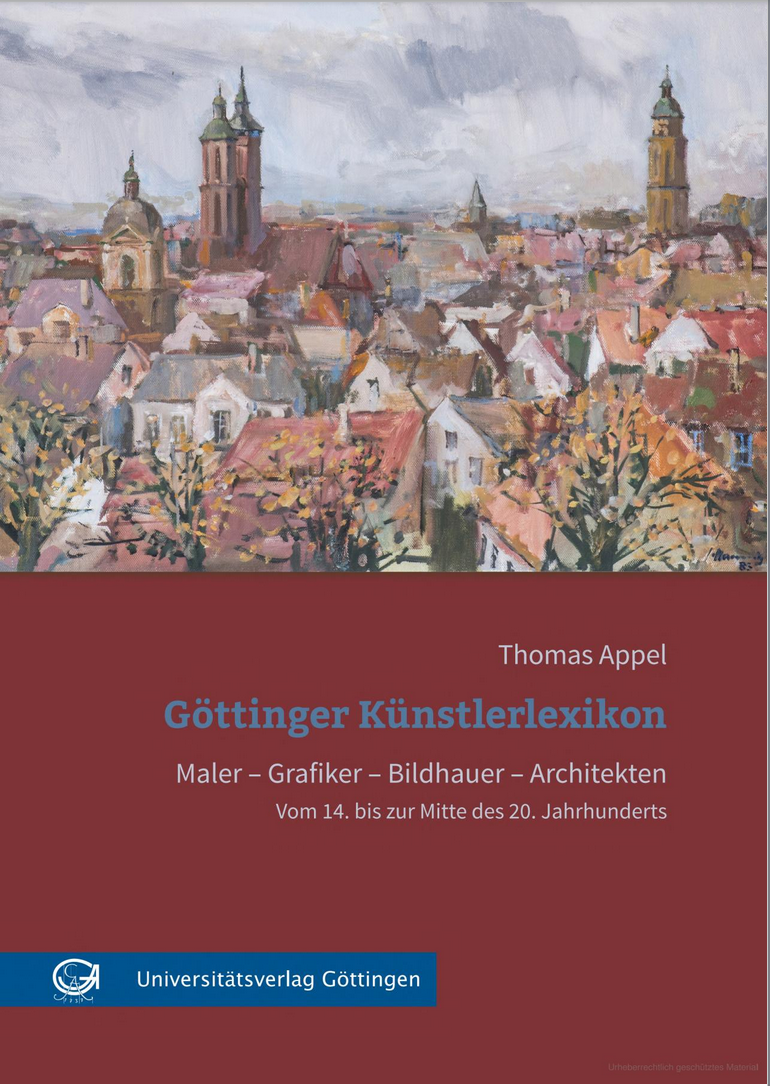
Buchdeckel mit Kurt Mannigs Ölgemälde „Göttingen von Süden“
1983; Städtisches Museum Göttingen

Das Göttinger Künstlerlexikon erfasst laut seinen Untertiteln diejenigen Maler, Grafiker, Bildhauer und Architekten, die ab dem „14. Jahrhundert bis zur Mitte des 20. Jahrhunderts“ mit der Stadt Göttingen verbunden waren. Das im Jahr 2022 im Universitätsverlag Göttingen erschienene Lexikon wurde von dem Kunsthistoriker Thomas Appel als biographisches Nachschlagewerk zu mehr als 450 Göttinger Kunstschaffenden konzipiert und war zugleich dessen Dissertation an der Philosophischen Fakultät der Georg-August-Universität Göttingen.
Die Schrift ist mit mehr als 200 Abbildungen illustriert, beleuchtet die Entstehungsgeschichte einzelner Werke und ermöglicht zudem „interessante Einblicke in die besonderen und alltäglichen Lebensumstände der Künstler in ihrer Zeit.“
Die vom Geschichtsverein für Göttingen und Umgebung, der Sparkasse Göttingen und der VGH-Stiftung geförderte Veröffentlichung des Werkes wurde vollständig unter die Freie Lizenz CC-BY-SA-4.0 gestellt und ist als online-Version über die Verlagsseite sowie über den Katalog der Deutschen Nationalbibliothek abrufbar.